# Iwan Helda
Iwan Helda (belarussisch Іван Гелда; * 28. Juli 1897; † 1946 in Białystok) war ein belarussischer Major des Luftlandebataillons Dallwitz.

## Leben
Helda kämpfte während des Polnisch-Sowjetischen Krieges von 1919 bis 1920 in der Armee des Generals Stanislau Bulak-Balachowitsch gegen die Rote Armee. Von 1921 bis 1939 lebte er in der Region Białystok in Polen, wo er sich an belarussischen nationalistischen Aktivitäten beteiligte und dafür wiederholt von polnischen Behörden verhaftet wurde. Nach der sowjetischen Besetzung Ostpolens im September 1939 floh Helda in den deutsch besetzten Teil Polens. Nach dem deutschen Überfall auf die Sowjetunion im Sommer 1941 kehrte er nach Białystok zurück, wo er als politischer Berater für das lokale belarussische Komitee arbeitete. 1943 begann Helda Einheiten des Weißruthenischen Selbstschutzkorps in der Region zu organisieren, um die sowjetischen und polnischen Untergrundbewegungen zu bekämpfen. Im Mai 1944 wurde er von der Gestapo für seine nationalistischen Aktivitäten verhaftet und Ende Juni 1944 desselben Jahres aus der Haft befreit. Helda erhielt den Rang eines Majors und wurde dem Luftlandebataillon Dallwitz zugewiesen, in dem er bis zum Ende des Krieges diente. Kurz nach dem Krieg wurde Helda vom NKWD verhaftet und in Białystok wegen Verrats verurteilt. Er wurde nach einem kurzen Verfahren für schuldig befunden und dort erhängt.